# Jacob Nielsen
Jacob Nielsen (Horsens, 12 de gener de 1978) és un ciclista danès professional del 2000 al 2013. Va combinar la carretera amb el ciclisme en pista.

## Palmarès
- 2002
  - 1r a la Skive-Løbet
- 2004
  - Vencedor d'una etapa de l'International Cycling Classic
- 2006
  - Vencedor d'una etapa del Tour de Siam
  - Vencedor d'una etapa de l'International Cycling Classic
  - Vencedor d'una etapa de la Volta a Indonèsia
- 2007
  - Vencedor d'una etapa del Tour de Martinica
- 2009
  - 1r al Gran Premi Copenhaguen-Odsherred Classic